# HD 146954
HD 146954，又名CD-3910412，SAO 207574、HR 6080，是一颗恒星，视星等为6.12，位于銀經340.98，銀緯7.53，其B1900.0坐标为赤經16h 13m 46.7s，赤緯-39° 7.53′ 15″。